# Sylva (regény)
A Sylva egy enyhén fantasy jellegű, francia lélektani regény, amelyet Vercors írt 1960-ban. A történet a 20. század elején, Angliában játszódik, legfontosabb szereplői pedig egy Albert Richwick nevű fiatal földbirtokos férfi és egy Sylva névre hallgató lány, aki a cselekmény kezdetén még róka, azonban egy természetfölötti átalakulás során emberré változik. A könyv központi témája Sylva fokozatosan kibontakozó emberi elméje, kettejük kapcsolatának alakulása és Albert őrlődése a saját érzelmeit és értékrendjét illetően azon, hogy erkölcsös-e emberi viselkedésre nevelni, illetve beleszeretni egy olyan teremtménybe, aki róka volt, de gyönyörű fiatal lánnyá vált.

## Történet
|  | Alább a cselekmény részletei következnek! |

Albert Richwick egy fiatal angol földbirtokos, aki a kiszolgáló személyzetet leszámítva egyedül él hatalmas uradalmi házában Wardley-Courtban, nagy-britanniai, somerseti birtokán, ahol idejének nagy részét olvasással tölti. Egy őszi napon, sétája közben arra lesz figyelmes, hogy a birtoka közelében rókavadászat zajlik. Mivel szülei vadászbalesetben hunytak el, Albert ellenszenvvel viseltetik bármilyen vadászat ellen, ezért úgy dönt, nyitva hagyja kerítése kiskapuját, abban a hiszemben, hogy az űzött vad bemenekül hozzá. Később meg is látja a menekülő rókát, amely azonban megijed tőle, és irányt változtat. Albert utána indul, hogy megpróbálja beterelni az állatot a birtokára, ezzel megmentve azt. Amint a hajtókutyák vészes közelségbe érnek, szem elől téveszti a rókát, de aztán a kerítés melletti sövény alatt megpillant két emberi lábat. A kutyák csalódottan visszavonulnak, Albert pedig döbbenettel eszmél rá, hogy róka helyett egy fáradt, sebesült és meztelen lányt talált, akit a lovas vadászok érkezte előtt bevisz a házába.
Ezek után Albert megpróbál magában válaszokat keresni a történtekre és arra, hogy mitévő legyen az ismeretlen lánnyal, aki nem emberként, hanem ijedt rókaként viselkedik. Egy olvasmánya alapján a Sylva névre kereszteli, és fokozatosan sikerül elnyernie bizalmát. Komoly belső vívódás után úgy érzi, ő a felelős a jövevény sorsáért, ezért úgy határoz, hosszú távon is a gondjaiba veszi, és ehhez egy idősebb ápolónő, Mrs. Bumley segítségét kéri. A továbbiakban sorra bukkannak fel a problémák, nemcsak Sylva etetésével, tisztálkodásával, ruházkodásával kapcsolatban, hanem azt illetően is, hogy miként magyarázza meg a különös lány jelenlétét és szokatlan viselkedését Mrs. Bumley-nak, a ház személyzetének, valamint az alkalmi látogatóknak. Az utóbbi dilemma megoldásaként Sylvát értelmileg visszamaradott unokahúgaként mutatja be, azonban a körülmények szükségessé teszik, hogy néhány embernek elárulja az igazat, miszerint a lány ezelőtt róka volt, bármennyire is hihetetlenül hangzik.
Sylva tudata és viselkedése a hónapok során az állatiból lassan egyre emberibbé alakul, előbb csak szavakat és mozdulatokat tanul el Alberttől és az ápolónőtől, de később egy véletlen folytán, tükrök révén éntudatot nyer, ami hatalmas sokkot okoz benne. Eközben Albert folyamatosan őrlődik azon, hogy drogfüggőség kínozta egykori szerelme vagy Sylva felé érdemes-e inkább fordítania érzelmeit és figyelmét.
|  | Itt a vége a cselekmény részletezésének! |

## Szereplők
- Albert Richwick („Bonny”) – Földbirtokos. Szemtanúja volt egy megmagyarázhatatlan átváltozásnak, amely során egy rókából ember lett, akit befogadott a házába.
- Sylva – Fiatal lány, aki róka volt. Elméje egyre emberibb lesz az állati helyett, hónapok múltán éntudatra tesz szert.
- Fanny – Bejárónő, Albert bérlőjének lánya. A második ember, aki látta Sylvát.
- Mrs. Bumley („Nanny”) – Ápolónő. A harmadik ember, aki látta Sylvát. Albert mellett ő foglalkozik a legtöbbet vele.
- Dr. Sullivan – Orvos, Albert néhai szüleinek barátja. A negyedik ember, aki látta Sylvát. Elméleteket állít fel és egyszerű kísérleteket javasol vele kapcsolatban.
- Dorothy – Dr. Sullivan lánya, Albert egykori szerelme. Az ötödik ember, aki látta Sylvát. Londonból költözik vissza egy tönkrement házasság után, özvegyként és drogfüggőként.
- Anthony Brown – Vadász, a Licorne vendéglő tulaja. Részt vett a Sylva elleni hajtóvadászatban.
- Jeremy Hull – Szénégető. Sylva többször is elszökik hozzá az erdőbe, az együgyű fiúnak megtetszik a lány, és feleségül akarja venni.
- John Filbert Walburton – Polgármester, a vadásztársaság elnöke, Albert barátja. Segít neki Sylva felkutatásában, megfenyegeti Jeremy-t.

## Motívumok
A könyv, témáját tekintve, gyakorlatilag az ellentéte David Garnett 1922-ben kiadott Rókafeleség (eredetileg Lady into Fox) című regényének, ahol egy nő változik hirtelen nőstény rókává, majd veszti el emberi tudatát. Vercors utal is erre a műben, Albert a történet kezdete előtt nem sokkal olvasta el a Rókafeleséget, és az abban szereplő, rókává változó nő (Sylvia) neve után adja a Sylva nevet a jövevénynek. A későbbiekben Albert többször is hivatkozik a Rókafeleségre, illetve Garnettre.
A történet folyamán Vercors — többek közt a féltékenység eszközével — szembeállítja Sylva és Dorothy karakterét, az előbbit mint valami, ami még nem emberi, az utóbbit mint valaki, aki már nem emberi. Ez Sylva esetén abból fakad, hogy senki sem tudja, mivé formálódik állati tudata, Dorothy esetében viszont a drogfüggősége, illetve az elvonási tünetek és a hangulati ingadozásai egyre kiszámíthatatlanabbá teszik. Emiatt zajlik le Albertben a belső viaskodás az érzelmeivel és elveivel, lévén nem tudja eldönteni kiben bízik jobban, kit tudna jobban szeretni a másik fél elkerülhetetlen hanyagolása mellett.

## Fogadtatás
A Sylva angol kiadása jelölve lett az 1963-as Hugo-díjra (avagy akkori nevén még Annual Science Fiction Achievement Award-ra, amely az egyik legrangosabb science-fiction/fantasy irodalmi elismerés) „Legjobb regény” kategóriában, de végül azt nem nyerte el.

## Magyarul
- Sylva. Regény; ford. Kárpáty Csilla; Európa, Bp., 1965
- A rókalány. Három kisregény / Győzelem / A tenger csendje / Sylva; ford. Szávai Nándor, Rubin Péter, Kárpáty Csilla; Magyar Könyvklub, Bp., 1999